# روميو بابيني
روميو بابيني (بالإيطالية: Romeo Papini)‏ (21 مارس 1983 بروما في إيطاليا - ) هو لاعب كرة قدم إيطالي في مركز الوسط. لعب مع نادي بيسكارا ونادي ترنانا ونادي سبيزيا ونادي كاربي ونادي لنيانو ونادي ليتشي واتحاد بافيا لكرة القدم ونادي غروسيتو.

## روابط خارجية
- روميو بابيني على موقع قاعدة بيانات كرة القدم.إي يو (الإنجليزية)
- روميو بابيني على موقع Soccerway.com (الإنجليزية)
- روميو بابيني على موقع عالم كرة القدم.نت (الإنجليزية)